# Юдин, Яков Фёдорович
Яков Фёдорович Юдин (1915—1994) — советский работник железнодорожного транспорта, бригадир Слюдянской дистанции пути Восточно-Сибирской железной дороги, Герой Социалистического Труда (1959).

## Биография

### Трудовой подвиг
Указом Президиума Верховного Совета СССР от 1 августа 1959 года за выдающиеся успехи, достигнутые в деле развития железнодорожного транспорта, присвоить звание Героя Социалистического Труда с вручением ордена Ленина и золотой медали «Серп и Молот» Юдину Якову Ивановичу, бригадиру Слюдянской дистанции пути Восточно-Сибирской железной дороги, Иркутская область.

## Награды
- Орден Ленина
- Медаль Серп и Молот